# Jason John
Jason John (Reino Unido, 17 de octubre de 1971) es un atleta británico retirado especializado en la prueba de 60 m, en la que consiguió ser subcampeón europeo en pista cubierta en 1996.

## Carrera deportiva
En el Campeonato Europeo de Atletismo en Pista Cubierta de 1996 ganó la medalla de plata en los 60 metros, con un tiempo de 6.64 segundos, tras el alemán Marc Blume (oro con 6.62 segundos) y por delante del sueco Peter Karlsson.